# Penelope Knatchbull
Pour les articles homonymes, voir Knatchbull.
 (avril 2021).
Penelope Meredith Mary Knatchbull, comtesse Mountbatten de Birmanie, née Eastwood le 16 avril 1953 à Londres, connue jusqu'en 2005 comme Lady Romsey et depuis 2017 sous le nom de Lady Brabourne, est une femme de la noblesse britannique et l'épouse de Norton Knatchbull, 3e comte Mountbatten de Birmanie. Lady Mountbatten sert comme grande intendante de Romsey depuis 2010.

## Biographie

### Jeunesse
Penelope Meredith Mary Eastwood est née à Londres, elle est la fille de Marian Hood (née en 1926) et Reginald Eastwood (1912-1980), un riche homme d'affaires fondateur de la chaîne de restaurants Angus Steakhouse. Elle a un frère cadet, Peter Eastwood (1955-2013). Elle a, par ailleurs, grandi et été éduquée en Suisse. En 1976, elle sort diplômée de la London School of Economics.

### Mariage
Le 20 octobre 1979 à l'abbaye de Romsey, elle épouse Norton Knatchbull, Lord Romsey, fils et héritier de Patricia Knatchbull, 2e comtesse Mountbatten de Birmanie, et de John Knatchbull, 7e baron Brabourne. Le cousin du marié, Charles, prince de Galles, a servi comme témoin. Le domaine familial est Broadlands, dans le Hampshire. Le mariage a eu lieu deux mois après l'assassinat du grand-père de son mari, Louis Mountbatten, 1er comte Mountbatten de Birmanie, par une bombe de l'IRA qui a tué trois autres personnes, dont le plus jeune frère du marié, Nicholas Knatchbull (1964-1979), sa grand-mère, Lady Brabourne, et son ami irlandais Paul Maxwell.
Lady Mountbatten et son mari ont eu trois enfants et trois petits-enfants :
- Nicholas Louis Charles Norton Knatchbull, baron Brabourne, né le 15 mai 1981 ; marié à Ambre Pouzet le 20 mai 2021 à Broadlands. Ils ont un fils :
  - L’honorable Alexander Knatchbull (né en juin 2022) ;
- Lady Alexandra Victoria Edwina Diana Hooper (née Knatchbull, le 5 décembre 1982) ; mariée à Thomas Edward Hunty Hooper le 25 juin 2016, à l'abbaye de Romsey. Ils ont deux enfants :
  - Inigo Norton Sebastian Mountbatten Hooper (né le 21 décembre 2017),
  - Alden Peter Theodore Mountbatten Hooper (né le 27 mars 2020) ;
- l'honorable Leonora Louise Marie Elizabeth Knatchbull (25 juin 1986 - 22 octobre 1991). Elle meurt d'un cancer du rein à l'âge de 5 ans et est enterrée sur le domaine familial de Broadlands. L'organisme de bienfaisance Leonora Children's Cancer Fund a été fondé en son honneur.

### Relations avec la famille royale britannique
Depuis son mariage, Lady Mountbatten est en contact étroit avec la famille royale britannique.
Elle participe fréquemment au Royal Windsor Horse Show en tant qu'invitée de la famille royale.
Elle était particulièrement proche du prince Philip, duc d'Édimbourg qui l'initie aux courses d'attelage pour la distraire après le décès de sa fille Leonora. La jeune femme se prend de passion pour ce sport et devient la partenaire du duc d’Édimbourg lors des compétitions équestres, à partir du milieu des années 1990. Dans les années qui suivent, la presse britannique relaie des rumeurs de relation extra-conjugale entre Lady Romsey et le prince Philip. De plus, elle est l'une des trente seules personnes autorisées à participer à ses funérailles le 17 avril 2021 à la chapelle Saint-Georges de Windsor.
Lors du mariage de sa fille Alexandra en 2016, le prince de Galles conduit la mariée à l'autel. 
Elle entretient également des relations avec d'autres maisons royales européennes, en étant choisie pour être la marraine du prince Phílippos de Grèce, fils cadet du roi Constantin II et de la reine Anne-Marie de Grèce en 1986, assistant aux célébrations du 50e anniversaire du roi de Suède Charles XVI Gustave en 1996 et aux funérailles du grand-duc Jean de Luxembourg en 2019.

## Honneurs
- Suède : Récipiendaire de la médaille commémorative du jubilé du roi Charles XVI Gustave le 30 avril 1996.
- Commonwealth : Succède à Patricia Knatchbull, lors de son décès, en tant que « patron » de la Legion of Frontiersmen.

## Dans la culture populaire
Penelope Knatchbull apparaît dans trois épisodes de la 5e saison de la série The Crown produite par Netflix. Elle est interprétée par l'actrice Natascha McElhone.